# Берри, Клод
Клод Берри́ (фр. Сlaude Berri, настоящее имя Клод Берель Лангман фр. Claude Berel Langmann, 1 июля 1934, Париж — 12 января 2009, там же) — французский актёр, кинорежиссёр, сценарист и продюсер.

## Биография
Родился в Париже, в семье еврейских иммигрантов из Польши и Румынии — меховщика Гирша Лангмана и домохозяйки Бейлы Берку. Его сестра — сценарист Арлетт Лангман (род. 1946).
Клод Берри — отец актёра и кинопродюсера Тома Лангманна (род. 1972) и актёра Жюльена Рассама (1968—2002).
С 2004 года Клод Берри являлся президентом Французской киноакадемии.
Скончался 12 января 2009 года в клинике Сальпетриер в Париже, куда был госпитализирован 10 января с нарушением мозгового кровообращения.

## Избранная фильмография

### Режиссёр
- 1964 — Поцелуи / Les baisers
- 1964 — Удача и любовь / La chance et l’amour
- 1965 — Цыплёнок / Le Poulet (к/м)
- 1967 — Старик и ребёнок / Le Vieil homme et l’enfant
- 1968 — Мазл Тов, или Свадьба / Mazel Tov ou le Mariage
- 1969 — Блатняга / Le Pistonné
- 1970 — Папино кино / Le Cinéma de papa
- 1972 — Секс-шоп / Sex-shop
- 1975 — Самец века / Le Mâle du siècle
- 1976 — Первый раз / La première fois[5]
- 1977 — Момент заблуждения / Un moment d'égarement
- 1980 — Я вас люблю / Je vous aime
- 1981 — Школьный учитель / Le Maître d'école
- 1983 — Чао, паяц / Tchao Pantin
- 1986 — Жан де Флоретт / Jean de Florette
- 1986 — Манон с источника / Manon des sources
- 1990 — Уран / Uranus
- 1993 — Жерминаль / Germinal
- 1997 — Война Люси / Lucie Aubrac
- 1999 — Состояние паники / La Débandade
- 2002 — Домохозяйка / Une femme de ménage
- 2005 — Сухой остаток / L’un reste, l’autre part
- 2007 — Просто вместе / Ensemble, c’est tout
- 2009 — Трезор / Trésor

### Актёр
- 1953 — / Le Bon Dieu sans confession
- 1954 — / Le blé en herbe
- 1955 — Французский канкан/ French Cancan
- 1958 — / Les jeux dangereux
- 1959 — / J’irai cracher sur vos tombes
- 1960 — / Les bonnes femmes
- 1960 — Истина / La Vérité
- 1961 — / La bride sur le cou
- 1961 — / Les lâches vivent d’espoir
- 1962 — / Les sept péchés capitaux
- 1964 — / Behold a Pale Horse
- 1965 — / Compartiment tueurs
- 1966 — / La ligne de démarcation
- 1981 — / Le roi des cons
- 1983 — / L’homme blessé
- 1990 — / Stan the Flasher
- 1994 — Машина / La machine
- 1995 — / Les trois frères
- 1998 — / Un grand cri d’amour
- 1999 — Состояние паники / La Débandade
- 2001 — / Les Rois Mages
- 2001 — / Va savoir
- 2002 — Астерикс и Обеликс: Миссия «Клеопатра»/ Astérix & Obélix : Mission Cléopâtre
- 2003 — Ключи от машины / Les clefs de bagnole
- 2004 — Они поженились, и у них было много детей / Ils se marièrent et eurent beaucoup d’enfant

### Продюсер
- 1979 — Тэсс / Tess
- 1988 — Налево от лифта / À gauche en sortant de l’ascenseur
- 1988 — Медведь /  L' Ours
- 1992 — Любовник / L' Amant
- 1993 — Безумный день у матушки / Une Journee Chez Ma Mere
- 1994 — Королева Марго / La Reine Margot
- 1997 — Арлетт / Arlette
- 1999 — Астерикс и Обеликс против Цезаря / Astérix et Obélix contre César
- 2002 — Астерикс и Обеликс: Миссия «Клеопатра» / Astérix & Obélix: Mission Cléopâtre
- 2004 — Профессионалы / San-Antonio
- 2006 — Бобро поржаловать / Bienvenue chez les Ch’tis